# Connor Ronan
Connor Patrick Ronan (Rochdale, Inglaterra, Reino Unido; 6 de marzo de 1998) es un futbolista irlandés nacido en el Reino Unido. Juega de centrocampista y su equipo actual es el Colorado Rapids de la Major League Soccer estadounidense. Fue internacional juvenil por Irlanda entre 2015 y 2020.

## Trayectoria
Ronan entró a las inferiores del Wolverhampton Wanderers F. C. en 2014 proveniente del Rochdale A. F. C.. Fue promovido al primer equipo en la temporada 2016-17, y debutó por el Wolverhampton el 17 de diciembre de 2016 ante el Nottingham Forest F. C..
Las siguientes dos temporadas, fue enviado a préstamo al Portsmouth F. C. y el Walsall F. C. respectivamente, ambos clubes de la League One.
Tras un paso por el  DAC Dunajská Streda en 2017, el 17 de enero de 2020 fue enviado a préstamo al Blackpool F. C. de la tercera división inglesa.
Ronan renovó su contrato con el club  en agosto de 2020, y fue prestado al Grasshopper Club de Suiza para la temporada 2020-21. Sin embargo, regresó al club en mayo para ser operado de una rotura de metatarso.
En agosto de 2021, el centrocampista fue cedido al St Mirren F. C. de la Scottish Premiership. Disputó 26 encuentros de liga en su préstamo.

## Selección nacional
Ronan fue internacional juvenil por Irlanda. Disputó el Torneo Esperanzas de Toulon de 2019 con la selección de fútbol sub-20 de Irlanda.
En marzo de 2022, fue citado a la selección de Irlanda para los encuentros amistosos contra Bélgica y Lituania.

## Estadísticas
Actualizado al último partido disputado el 7 de mayo de 2022
| Wolverhampton Wanderers Inglaterra | 2.ª           | 2016-17       | 4   | 0  | 2 | 0 | 0 | 0 | - | - | 6   | 0  |
| Wolverhampton Wanderers Inglaterra | 2.ª           | 2017-18       | 3   | 0  | 0 | 0 | 4 | 0 | - | - | 7   | 0  |
| Wolverhampton Wanderers Inglaterra | Total club    | Total club    | 7   | 0  | 2 | 0 | 4 | 0 | 0 | 0 | 13  | 0  |
| Portsmouth Inglaterra | 3.ª           | 2017-18       | 16  | 0  | 0 | 0 | - | - | - | - | 16  | 0  |
| Portsmouth Inglaterra | Total club    | Total club    | 16  | 0  | 0 | 0 | 0 | 0 | 0 | 0 | 16  | 0  |
| Walsall Inglaterra | 3.ª           | 2018-19       | 11  | 0  | 0 | 0 | - | - | - | - | 11  | 0  |
| Walsall Inglaterra | Total club    | Total club    | 11  | 0  | 0 | 0 | 0 | 0 | 0 | 0 | 11  | 0  |
| Dunajská Streda · Eslovaquia | 1.ª           | 2018-19       | 14  | 1  | 0 | 0 | - | - | - | - | 14  | 1  |
| Dunajská Streda · Eslovaquia | 1.ª           | 2019-20       | 14  | 0  | 2 | 0 | - | - | 4 | 1 | 20  | 1  |
| Dunajská Streda · Eslovaquia | Total club    | Total club    | 28  | 1  | 2 | 0 | 0 | 0 | 4 | 1 | 34  | 2  |
| Blackpool Inglaterra | 3.ª           | 2019-20       | 10  | 1  | 0 | 0 | - | - | - | - | 10  | 1  |
| Blackpool Inglaterra | Total club    | Total club    | 10  | 1  | 0 | 0 | 0 | 0 | 0 | 0 | 10  | 1  |
| Grasshopper · Suiza | 2.ª           | 2020-21       | 30  | 1  | 2 | 0 | - | - | - | - | 32  | 1  |
| Grasshopper · Suiza | Total club    | Total club    | 30  | 1  | 2 | 0 | 0 | 0 | 0 | 0 | 32  | 1  |
| St Mirren Escocia | 1.ª           | 2021-22       | 26  | 7  | 3 | 1 | - | - | - | - | 29  | 8  |
| St Mirren Escocia | Total club    | Total club    | 26  | 7  | 3 | 1 | 0 | 0 | 0 | 0 | 29  | 8  |
| Total carrera | Total carrera | Total carrera | 128 | 10 | 9 | 1 | 4 | 0 | 4 | 1 | 145 | 12 |
| (1) Incluye datos de la FA Cup, la Copa de Eslovaquia, la Copa de Suiza y la Copa de Escocia. (2) Incluye datos de la Copa de la Liga de Inglaterra (3) Incluye datos de la Liga Europa de la UEFA |               |               |     |    |   |   |   |   |   |   |     |    |

## Palmarés

### Títulos nacionales
| Título           | Club        | País  | Año     |
| ---------------- | ----------- | ----- | ------- |
| Challenge League | Grasshopper | Suiza | 2020-21 |